# UH–60 Black Hawk
Az UH–60 Black Hawk a Sikorsky Aircraft által fejlesztett és gyártott, egy fő és egy farokrotoros, két gázturbinával felszerelt, közepes teherbírású, többcélú szállítóhelikopter.
A gép a Sikorsky S-70 alapján készült, amely az 1970-es évek elején kiírt Utility Tactical Transport Aircraft System tendert az YUH-60A modellel nyerte el. A közbeszerzés célja az UH–1 Huey felváltása volt. Az UH–60 Black Hawk az amerikai haderők számos ágában lát el szállítási és mentési feladatokat.

## Fejlesztése

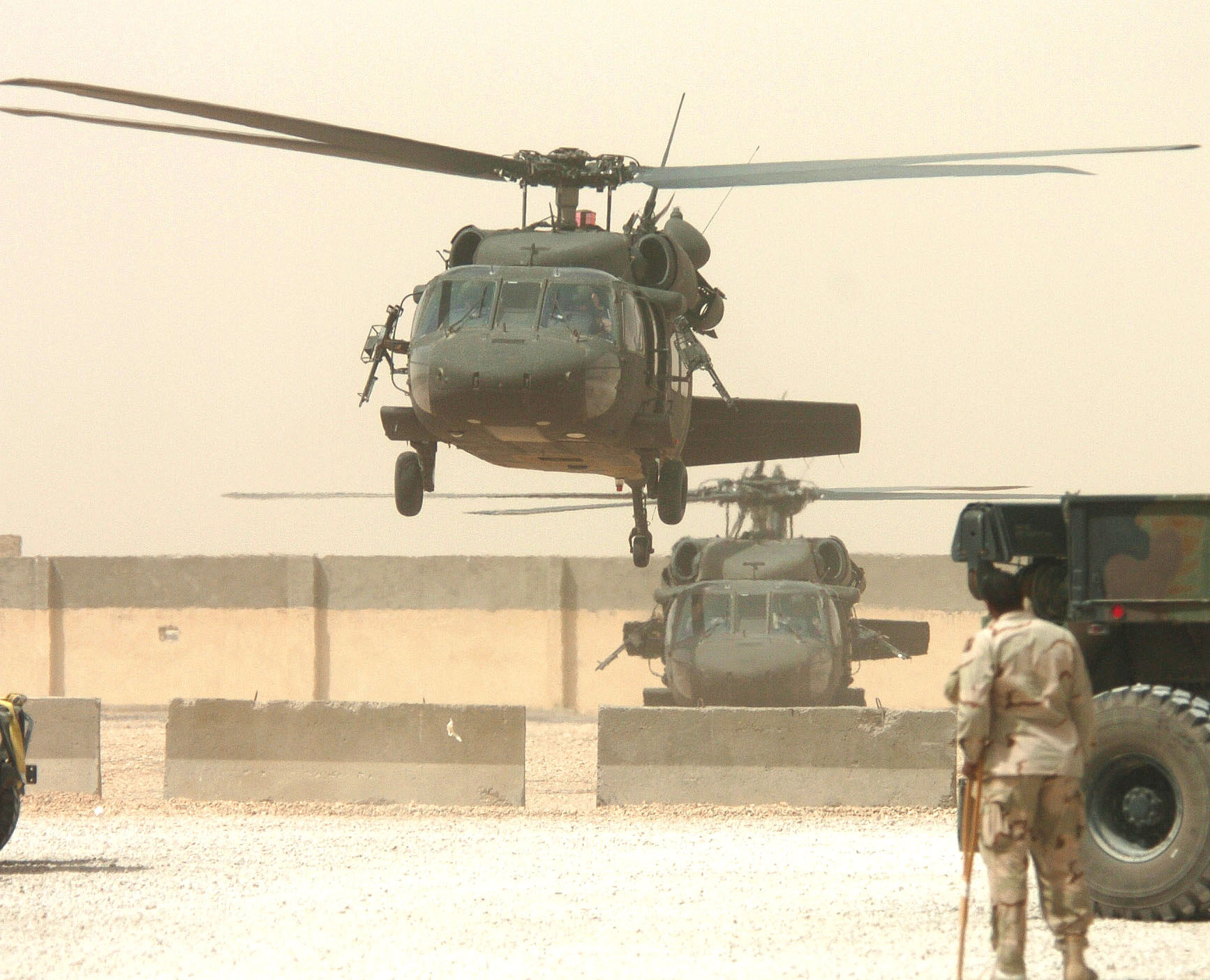
M60 géppuskával felszerelt UH-60 Black Hawkok Irakban

A Black Hawkot az amerikai hadsereg harcászati légiszállítási közbeszerzésére fejlesztették ki. A tendert 1972 januárjában írták ki az UH-1 Huey leváltására A Sikorsky négy prototípust készített. A géptípus első változata, az YUH-60 1974 októberében szállt fel először. A gépet a hadsereg a konkurens Boeing-Vertol YUH-61A típussal hasonlította össze. Az első szintű értékelésben arra voltak kíváncsiak, hogy a gépet biztonságosan lehet-e üzemeltetni. A négy prototípusból hármat 1976 márciusában az amerikai hadsereghez szállítottak további tesztelésre – az utolsó gépet a Sikorsky belső fejlesztésre és berepülésre megtartotta. A közbeszerzést a Sikorsky helikoptere nyerte, és az UH-60A-t 1979-ben az amerikai hadsereg hadrendbe állította.
Az 1980-as évek vége felé a típust a 89-26179 sorszámú géptől kezdve a továbbfejlesztett UH-60L modellként gyártották. Az L modell az erősebb GE T-700-GE-701C hajtóműnek köszönhetően nagyobb emelőképességgel rendelkezett. A jelenleg is kifejlesztés alatt álló UH-60M modell még erősebb hajtóművekkel és fejlett fedélzeti elektronikával a 2020-as évekig terjeszti ki az UH-60A és -60L modellek élettartamát.

## Tervezése
A Black Hawk helikoptersorozat számos küldetés elvégzésére képes: harcászati csapatszállítás, elektronikus hadviselés, légi mentés stb. A VH-60N változat VIP személyek szállítására szakosodott: kongresszusi képviselők, magas rangú politikusok. Amikor az amerikai elnök utazik egy ilyen helikopteren, akkor annak mindenkori hívójele Marine One. Légideszant-hadműveletek során a Black Hawk tizenegy fegyveres katonát tud szállítani, illetve egy 105 mm-es tüzérségi ágyút tud harminc lövedékkel és négyfős kezelőszemélyzetével a megfelelő helyre juttatni. Belső rakterében 1170 kg terhet, külső függesztett teherként pedig 4050 kg terhet képes szállítani.
Egy Black Hawk ára a kiépítéstől, felszereltségtől és a megrendelt helikopterek számától függ. Az amerikai hadsereg részére szállított UH-60L Black Hawk darabja 5,9 millió dollárba kerül, míg a légierő MH-60G Pave Hawkja 10,2 millióba.

## Változatai

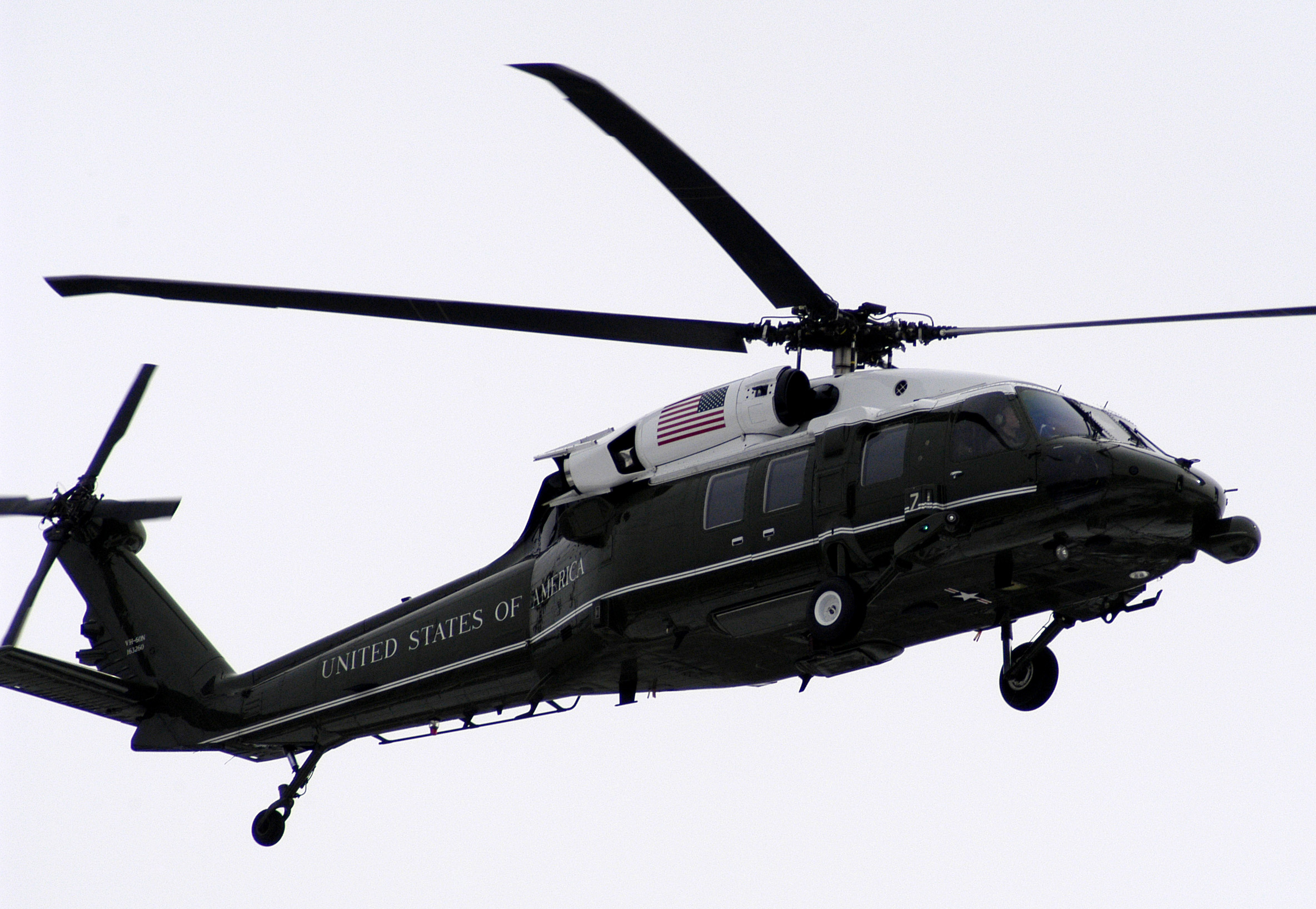
Az amerikai elnököt egy különlegesen kiépített VH-60N szállítja

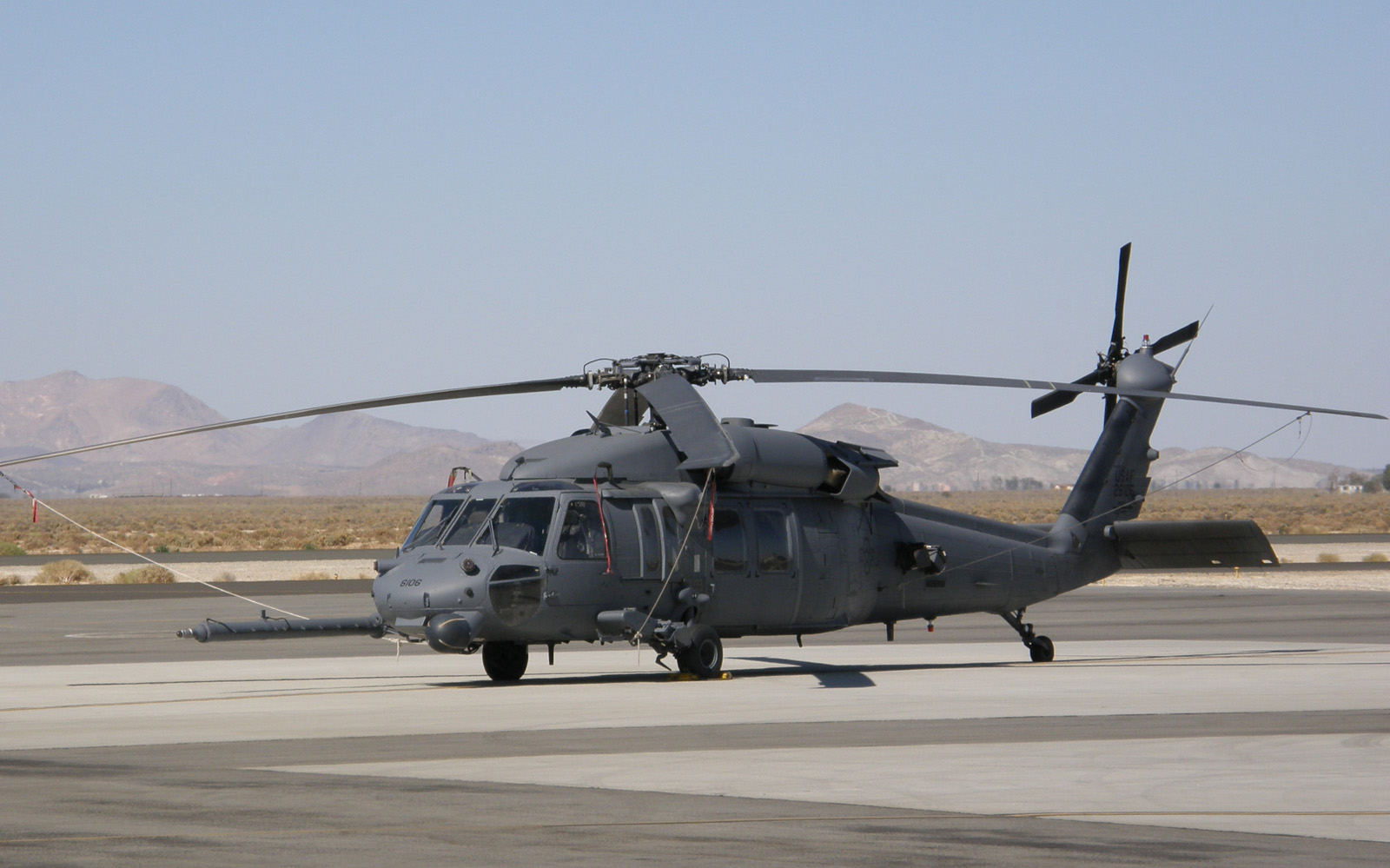
Az amerikai légierő MH-60-a a kaliforniai Fox Field repülőtéren

Az UH-60-at számos változatban gyártják. Az amerikai hadseregben rendszeresített változat szárnycsonkjaira négy modult lehet felszerelni – ezek lehetnek külső üzemanyagtartályok vagy fegyverzet. A többi változat ettől műszakilag és felszereltségileg is eltérhet.

### UH-60 Black Hawk
- UH-60A Black Hawk: A US Army eredeti változata. Négyfős személyzet és[5] 11 utas. T-700-GE-700 hajtómű[6]
- UH-60A RASCAL: A NASA 25 millió dolláros Rotorcraft-Aircrew Systems Concepts Airborne Laboratory programjában vesz részt. Ez a program a helikopterek irányíthatóságát kutatja[7][8]
- EH-60A Black Hawk: Elektronikus hadviseléshez átalakított változat.[6]
- MH-60A Black Hawk: További avionikával, precíziós navigációs berendezéssel, infravörös kamerával és légi utántöltéssel felszerelt változat. T-700-GE-701 hajtómű.[6]
- YEH-60B Black Hawk: Különleges radar- és avionikai felszerelésű prototípus célmegjelölési rendszerek kipróbálására.[6]
- UH-60C Black Hawk: Parancsnoki változat.
- EH-60C Black Hawk: Különleges elektronikai berendezésekkel és külső antennával felszarelt UH-60A.[6]
- UH-60L Black Hawk: T-700-GE-701C vagy -701D/CC hajtóművekkel[6] felszerelt UH-60A, megerősített reduktorral és vibrálás-csillapítókkal. Archiválva 2007. június 8-i dátummal a Wayback Machine-ben
- EUH-60L: Légi deszantos parancsnokok számára kialakított elektronikai berendezések[6]
- EH-60L Black Hawk: Továbbfejlesztett elektronikával felszerelt EH-60A.[6]
- UH-60M Black Hawk: Széles forgószárnymetszettel, T-700-GE-701D hajtóművekkel, megerősített reduktorral, IVHMS fedélzeti számítógéppel és digitális műszerezettséggel feljavított UH-60L. Várhatóan a hadsereg összes -A és -L modelljét lecseréli. Archiválva 2008. október 17-i dátummal a Wayback Machine-ben
- UH-60Q Black Hawk: Mentőhelikopterré átalakított UH-60A.[6]

### SH–60 Seahawk
- YSH–60B Seahawk: Az SH–60B változatot megelőző kutatási modell.[6]
- SH–60B Seahawk: Az UH–60A alapján, Mark III aviaonikával készített tengerészeti változat az amerikai haditengerészet számára.[6]
- NSH–60B Seahawk: Állandó jelleggel repülési kísérletekre átalakított modell.[6]
- SH–60F Seahawk: 1988-ban továbbfejlesztett haditengerészeti változat, csörlővel leereszthető szonárral felszerelve.[6]
- NSH–60F Seahawk: A VH–60N pilótafülke modernizálási programhoz módosított SH-60F.[6]
- HH–60H Seahawk: Támadó és védekező fegyverekkel felszerelt SH-60F. T-700-GE-401 hajtóművek.[6]
- MH–60R Seahawk: Többféle küldetésre átalakított SH-60B. T-700-GE-401 hajtóművek.[6]
- MH–60S Knighthawk: A haditengerészet többféle küldetésre átalakított harci támogató helikoptere. Használják kutatási-mentési feladatokra, harci mentésre, sebesültek evakuálására, légi aknásításra és hajók elleni rakétás támadásra. T-700-GE-401 hajtóművek.[6]

### HH/MH–60 Pave Hawk
- HH–60G Pave HawkAz amerikai légierő (USAF) számára a harci kutató és mentő feladatokra átalakított UH–60A változat, amellyel a Sikorsky HH–3E Jolly Green Giant helikoptereit váltották ki. A „Pave” az USAF többféle jelentésű fedőkódja volt az 1970-es években futó repülőgép-fedélzeti elektronikák fejlesztésére. A Pave Low és Pave Hawk helikopterek esetében ez a Precision Avionics Vectoring Equipment-t rövidíti. Többek között felszerelték egy 60 méteres 270 kg teherbírásó mentőcsörlővel és légi utántöltő felszereléssel, ami az USAF helikopterein nem volt általános.[6]

- MH–60G Pave HawkAz USAF különleges műveleti bevetéseihez átalakított változata: nagy kapacitású külső üzemanyagtartályok, légi utántöltés, infravörös kamera, modernizált radar, erősebb T–700–GE–700/701 gázturbinák.[6]

- MH–60K Black HawkAz amerikai hadsereg (US Army) különleges műveleti bevetéseihez átalakított változata, egyedül a Kentucky-i Fort Campbellben állomásozó 160. különleges műveleti légiezred (160. SOAR) alkalmazta. Továbbfejlesztett változata az MH–60L.

- HH–60LMentőhelikopterré átalakított UH–60L.[6] Külső mentőcsörlő, mentőorvosi műszerek, légkondicionálás, oxigén- és vákuum-rendszer, hordágyemelő-rendszer. Archiválva 2007. május 29-i dátummal a Wayback Machine-ben

- MH–60L

- MH–60L Direct Action Penetrator (DAP)Kommandóbevetésekhez használt változat, kizárólag a 160. különleges műveleti légiezred (160. SOAR) használja. Ezt a változatot fel lehet szerelni az M230 Chain Gun 30 mm-es gépágyúval, Hydra 70 rakétablokkokal, valamint az oldalajtókból oldalra vagy előre irányítható M134D Minigun forgócsöves gépágyúkkal.[9]

- HH–60MMentőhelikopterré átalakított UH–60M.[6]

- HH–60W Jolly Green II; Combat Rescue Helicopter (CRH)Az UH–60M alapjain kifejlesztett harci kutató–mentő (CSAR) helikopterváltozat. Az USAF 113 darabot rendelt meg a HH–60G Pave Hawk-ok leváltására, 2020 tavaszától kezdődött az alacsony ütemű gyártás (LRIP).[10]

### Egyéb változatok
- HH–60J JayhawkAz amerikai parti őrség (USCG) változatát egy 60 méter hosszú, 270 kg teherbírású mentőcsörlővel szerelték fel. A változatot modernizálást követően MH–60T-re nevezték át. Összesen 42 darab épült, valamint 3 darab átépítéssel.
VH–60D NighthawkVIP felszereltségű HH–60D, az amerikai elnök szállítására használja a tengerészgyalogság (USMC), T700–GE–401C gázturbinákkal van felszerelve. Később VH–60N-re nevezték át.
VH–60N WhitehawkVIP felszereltségű HH–60D, az amerikai elnök szállítására használja a USMC.
VH–60M Black HawkBecenevén a „Gold Top” („aranytetejű”). Jelentősen módosított UH–60M változat, különleges VIP-személyszállításra alkalmazzák. Az egyesített vezérkar, a Kongresszus vezetői és más védelmi minisztériumi személyeket szállítanak ezzel a változattal, a virginiai Fort Belvoir-ban települő 12. légi zászlóalj (12th Aviation Battalion) üzemelteti.

### Export változatok
- UH-60J Black Hawk: Export változat a japán tengeri önvédelmi erők számára. Az S-70-12 néven is ismert változatot a Mitsubishi Heavy Industries gyártja licenc alapján.[11]
- UH-60JA Black Hawk: Export változat a japán szárazföldi önvédelmi erők számára. Szintén a Mitsubishi Heavy Industries gyártja.[11]
- AH-60L Arpía III: Export változat Kolumbia számára – támadó fegyverzet (könnyű rakéták és gépágyúk), modernizált elektronikai rendszer, infravörös kamera, radar.
- AH-60L Battle Hawk: Export változat az ausztrál hadsereg számára.
- UH-60P Black Hawk: Export változat Dél-Korea számára, kiépítésében hasonlít az UH-60L-hez.[6]

## Üzemeltetői
Amerikai Egyesült Államok
 Az Amerikai Egyesült Államok Légiereje
 Az Amerikai Egyesült Államok Haditengerészete
 Ausztrál Királyi Légierő
 Osztrák Légierő
- 9 db S–70A–42 Black Hawk

 Bahreini Királyi Légierő
 Brazil Légierő
 Chilei Légierő
- Csak egy gép

 Dél-Koreai Légierő
 Egyiptomi Légierő
 Fülöp-szigeteki Légierő
- elnöki légi ezred (polgári S–70)

 Izraeli Légierő
 Japán Önvédelmi Erők
 Japán Légi Véderő
 Japán Tengerészeti Véderő
 Jordán Királyi Légierő
 Kolumbiai Légierő
- több mint 90 gép

 Marokkói Királyi Légierő
- 2 gépe van a Marokkói Királyi Csendőrségnek

 Mexikói Légierő
- 6 gép

 Kínai Légierő
 Kínai Köztársaság Légiereje
 Szaúdi Királyi Légierő
 Thai Királyi Légierő

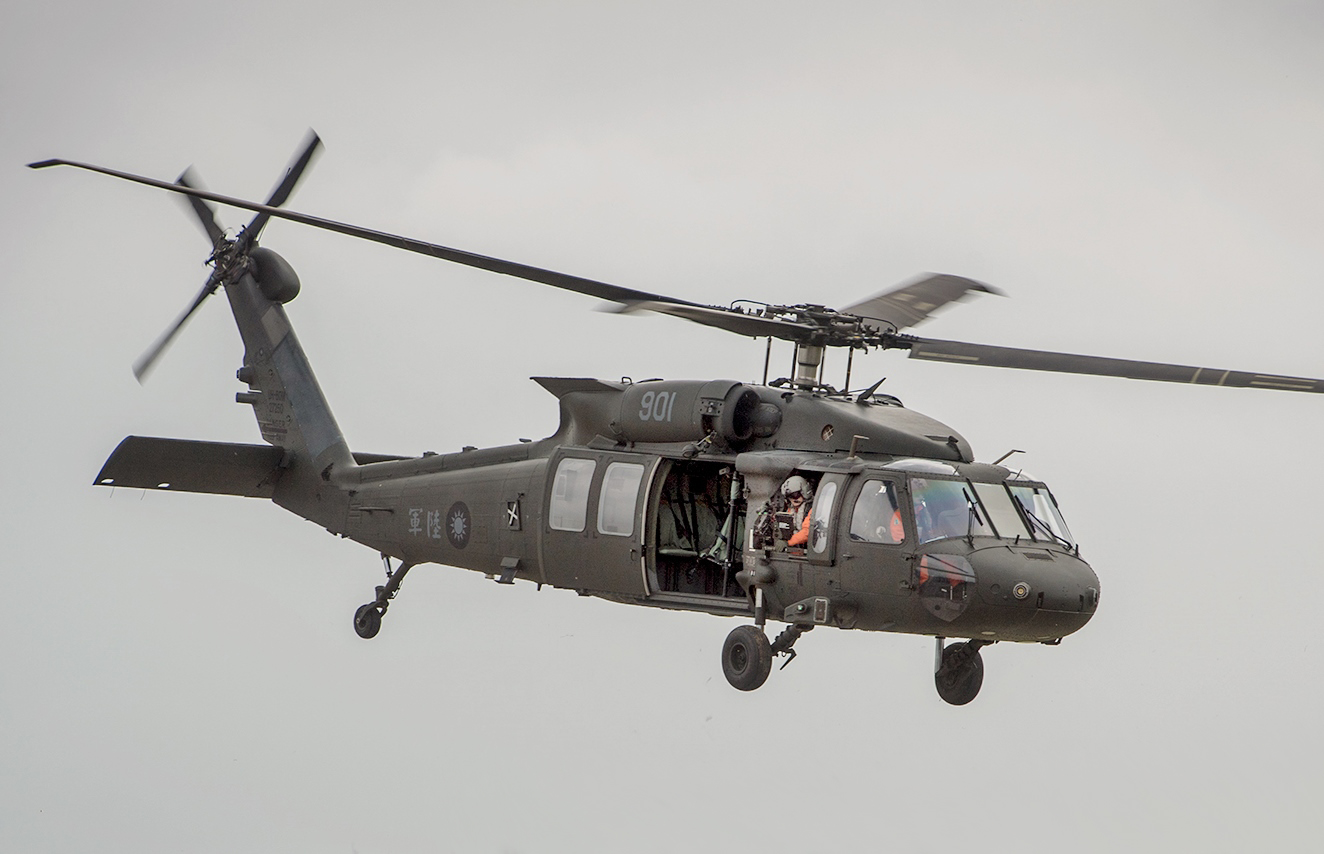
A Kínai Köztársaság Hadseregének UH-60M Black Hawkja

- 7 gép áll szolgálatban, további kettőre leadták a rendelést

 Török Légierő
- 20 db S–70A, 30 db S–70A–28, 48 db S–70A–17/S–70A–19 Black Hawk

 Szlovákia − 2015-ben rendelt Szlovákia kilenc darab UH–60M változatú helikoptert a Mi−17-esek a leváltására 261 millió USD értékben. Az első két helikoptert 2017-ben adták át a Szlovák Légierőnek. Az utolsó három gép – 2020 januárjában érkezett meg Szlovákiába. A helikoptereket az eperjesi 51. helikopteres repülőszázad üzemelteti. További két gép áll rendelés alatt a rendőrség számára. Ezeket különleges műveletekre szánják. A gépeket 2023 végéig adják át.